# Augustin (Markevič)
Augustin (vlastním jménem: Adam Ivanovič Markevič; * 7. dubna 1952, Gluškoviči) je kněz Ukrajinské pravoslavné církve Moskevského patriarchátu, arcibiskup a metropolita Bile Cerkvy a Bohuslavy.

## Život
Narodil se 7. dubna 1952 v Gluškoviči, v rodině pravoslavného kněze. Roku 1955 byl jeho otec poslán do pastorační služby v oblasti Žytomyru.
Po absolvování roku 1971 střední školy a zdravotnické školy, působil v stanici záchranné služby v Rovnu. V letech 1971–1973 sloužil v ozbrojených silách. Od roku 1973 do roku 1975 studoval v Moskevském duchovním semináři, a poté na Moskevské duchovní akademii (1975–1982). Roku 1975 byl arcibiskupem dmitrovským Vladimírem rukopoložením vysvěcen na diakona, a roku 1976 na presbytera. V letech 1977–1978 byl děkanem kostela svatého Jiří v Bilylivce. Působil také v pastorační službě v Korosteni. Roku 1990 se stal děkanem nově vzniklé farnosti svaté Olgy.
Dne 16. září 1992 byl postřižen na monacha a povýšen do hodnosti archimandrity. Ve stejný den byl Svatým synodem Ukrajinské pravoslavné církve Moskevského patriarchátu zvolen biskupem lvovským a drohobyčským. Dne 20. září 1992 proběhla jeho biskupská chirotonie v kostele Kyjevskopečerské lávry. Byla vedena metropolitou Kyjevským a celé Ukrajiny Vladimírem, arcibiskupem rovenským a ostrogožským Irinejem, biskupem luhanským a starobilským Joanikijem, biskupem perejaslavsko-chmelnyckym Antonínem a biskupem bilocerkvoským Hypolitem.
Dne 26. února 1994 se stal členem Synodní teologické komise Ruské pravoslavné církve. Roku 1998 byl povýšen na arcibiskupa. Dne 5. listopadu 1998, rozhodnutím synodu UPC mu byl udělen titul arcibiskupa lvovského a haličského. Roku 1999 se stal předsedou správní rady ukrajinského oddílu Mezinárodní nadace pro jednotu pravoslavných národů.
Roku 2001 se stal členem Rady slovanských národů Běloruska, Ruska a Ukrajiny, a předsedou Ukrajinské státní organizace „Pouť pravoslavných“.
V letech 2003–2009 byl v Nejvyšší radě Ukrajiny zástupcem primase Ukrajinské pravoslavné církve. Dne 23. listopadu 2013 byl metropolitou Vladimírem povýšen do hodnosti metropolity Bile Cerkvy a Bohuslavy.